# Brahea sarukhanii
Brahea sarukhanii är en enhjärtbladig växtart som beskrevs av H.J.Quero. Brahea sarukhanii ingår i släktet Brahea och familjen Arecaceae. Inga underarter finns listade i Catalogue of Life.